# سه (فیلم ۲۰۰۶)
«سه» (انگلیسی: Three (2006 film)) فیلمی در ژانر نئو نوآر و ترسناک است که در سال ۲۰۰۶ منتشر شد. از بازیگران آن می‌توان به مارک بلوکاس، بیل مسلی، و پریسیلا بارنز اشاره کرد.